# Сельское поселение Красноармейское (Кабардино-Балкария)
Се́льское поселе́ние Красноарме́йское — муниципальное образование в составе Терского района республики Кабардино-Балкария.
Административный центр — село Красноармейское.

## География
Муниципальное образование расположено в северо-западной части Терского района, на правом берегу реки Терек. В состав сельского поселения входят три населённых пункта.
Площадь территории сельского поселения составляет — 47,15 км2.
Граничит с землями муниципальных образований: Урожайное на северо-востоке, Новая Балкария на востоке, Арик на юге, Джулат на юго-западе, а также с городским поселением Майский на западе.
Сельское поселение расположено на наклонной Кабардинской равнине, в переходной от предгорной в равнинную, зоне республики. Средние высоты на территории сельского поселения составляют 215 метров над уровнем моря. Рельеф местности представляют собой в основном предгорную наклонную равнину с бугристыми возвышенностями. На юго-востоке возвышаются склоны Арикского хребта.
Гидрографическая сеть представлена рекой Терек, а также главной артерией Малокабардинского канала, а также связанными с ней водоканалами — Куян и Тамбовский.
Климат влажный умеренный. Лето жаркое. Средняя температура воздуха в июле составляет около +23,0°С. Зима мягкая и длится около трех месяцев с частыми оттепелями. Средняя температура января составляет -2,5°С. В общем среднегодовая температура воздуха составляет +10,5°С. Среднегодовое количество осадков составляет около 620 мм. В конце лета возможны засухи, вызванные воздействием воздушных течений исходящими из Прикаспийской низменности.

## История
Сельское поселение в своих современных границах было основано в 1944 году, когда сёла Красноармейское, Куян и Опытное были объединены в одно муниципальное образование.
В 1959 году после упразднения Урожайненского района, Красноармейский сельсовет возвращён в состав Терского района.
В 1992 году Красноармейский сельсовет реорганизован и преобразован в Красноармейскую сельскую администрацию.
Муниципальное образование Красноармейское наделено статусом сельского поселения Законом Кабардино-Балкарской Республики от 27.02.2005 №13-РЗ «О статусе и границах муниципальных образований в Кабардино-Балкарской Республике».
Ныне все три сёла слились и фактически представляют собой один населённый пункт.

## Население
| 2002  | 2010  | 2012  | 2013  | 2014  | 2015  | 2016  |
| ----- | ----- | ----- | ----- | ----- | ----- | ----- |
| 2733  | ↘2710 | ↘2676 | ↘2653 | ↘2624 | ↘2588 | ↘2585 |
| 2017  | 2018  | 2019  | 2020  | 2021  | 2023  | 2024  |
| ↘2564 | ↘2540 | ↘2496 | ↗2522 | ↗2733 | ↗2737 | ↗2741 |
| 2025  |       |       |       |       |       |       |
| ↘2740 |       |       |       |       |       |       |

Процент от населения района — 5.11 %
Плотность — 58.11 чел./км2

### Национальный состав
По данным Всероссийской переписи населения 2010 года:
| Народ      | Численность, чел. | Доля от всего населения, % |
| ---------- | ----------------- | -------------------------- |
| кабардинцы | 1 432             | 52,8 %                     |
| турки      | 989               | 36,5 %                     |
| русские    | 155               | 5,7 %                      |
| осетины    | 86                | 3,2 %                      |
| другие     | 48                | 1,8 %                      |
| всего      | 2 710             | 100 %                      |

## Состав поселения
| № | Населённый пункт | Тип населённого пункта       | Население | Доля от населения (%) |
| - | ---------------- | ---------------------------- | --------- | --------------------- |
| 1 | Красноармейское  | село, административный центр | ↘1472     | 57,6 %                |
| 2 | Куян             | село                         | ↘549      | 20,7 %                |
| 3 | Опытное          | село                         | ↗712      | 21,7 %                |

## Местное самоуправление
Администрация сельского поселения Красноармейское — село Красноармейское, ул. Центральное, №45.
Структуру органов местного самоуправления сельского поселения составляют:
- Глава сельского поселения — Ансоков Руслан Ауесович.
- Администрация сельского поселения Красноармейское — состоит из 5 человек.
- Совет местного самоуправления сельского поселения Красноармейское — состоит из 12 депутатов.

## Экономика
Основу экономики сельского поселения составляет сельское хозяйство. Наибольшее развитие, как и в целом по району получили выращивания сельскохозяйственных технических культур.
На территории муниципального образования расположены опытно-оросительные станции регулирующие сток водоканалов Терского района.